# Есхатологија
Есхатологија (грч. ἔσχατον-грч. λόγος) је систем религиозних учења и представа о крају света, искупљењу и загробном животу, о судбини космоса и свега што постоји.
То је поимање суштинске природе постојања у терминима његовог циља или крајње сврхе. Есхатологија представља један од елемената у практично свим религијским и филозофским системима мишљења. У исто време, овај појам садржи и извесну двосмисленост: он се може односити на област апсолутног (филозофску „основу егзистенције") или на догађаје који указују на циљ историјског процеса. У првом случају, есхатологија се исказује као низ реинкарнација које свој врхунац достижу утапањем у само биће (хиндуизам).
У другом случају, есхатологија је повезана с једним историјским процесом који обухвата човечанство или чак цео створени свет (јудаизам и хришћанство). Основне теме у јеврејској и хришћанској есхатологији су смрт, васкрсење, страшни суд, рај и пакао, итд. Есхатологију теолошки треба разликовати од "апокалиптицизма" који се појављује кроз еуфорично веровање да су управо сада и овде "последња времена". Есхатологију, такође, треба разликовати од прогнозирања будућности заснованог на законима научне узрочности. Таквим прогнозама се бави футурологија.

## Циклична космологија

### Хиндуизам
Вишнуитска традиција повезује савремену хиндуистичку есхатологију са фигуром Калкија, десетог и последњег аватара Вишнуа. Многи хиндуси верују да ће се пре него што се доба приближи крају, Калки реинкарнирати у Шиву и истовремено растворити и регенерисати универзум. Насупрот томе, шивисти држе став да Шива непрестано уништава и ствара свет.
У хиндуистичкој есхатологији време је циклично и састоји се од калпи. Сваки траје 4,1–8,2 милијарде година, што је период од једног пуног дана и ноћи за Браму, који ће бити жив 311 трилиона, 40 милијарди година. Унутар калпе постоје периоди стварања, очувања и опадања. После овог већег циклуса, целокупна креација ће се скупити у сингуларитет, а затим ће се поново проширити из те једне тачке, како се доба настављају у религиозном фракталном обрасцу.
У оквиру садашње калпе постоје четири епохе које обухватају циклус. Оне напредују од почетка потпуне чистоће до спуштања у тоталну поквареност. Последње од четири доба је Кали Југа (за које већина Хиндуса верује да је садашње време), које карактеришу свађа, лицемерје, безбожност, насиље и пропадање. Четири стуба дарме биће сведена на једно, а истина је све што остаје.

### Будизам
У будизму не постоји класичан опис почетка или краја; Масао Абе ово приписује одсуству Бога.
Историја је уграђена у континуирани процес самсаре или „беспочетне и бесконачне циклусе рађања-смрти-поновног рађања“. Будисти верују да постоји крај стварима, али он није коначан, јер се морају поново родити. Међутим, писци махајанских будистичких списа успостављају специфичан извештај о последњем времену у будистичкој традицији: ово описује повратак Мајтреја Буде, који би донео крај света. Ово представља једну од две главне гране будистичке есхатологије, а друга је Проповед седам Сунаца. Завршно време у будизму такође може укључивати културну есхатологију која покрива „коначне ствари“, што укључује идеју да ће се и Шакјамуни Будина дарма такође завршити.